# Nick Antosca
Nicholas J. Antosca (Nueva Orleans, Luisiana, Estados Unidos, 23 de enero de 1983) es un escritor, productor y novelista de cine y televisión estadounidense. Es el creador y productor ejecutivo de la serie de televisión de antología de terror Channel Zero (2016-2018). También cocreó y presentó la serie limitada de crímenes reales de Hulu, The Act (2019) y la serie limitada de drama de terror de Netflix, Brand New Cherry Flavor (2021).

## Carrera
Como escritor de televisión, creó la serie de antología de terror Channel Zero del canal Syfy y la antología de crímenes de Hulu, The Act. También coprodujo 13 episodios de la serie de terror Hannibal.
Antosca estuvo en una sociedad de escritura de guiones durante varios años con el novelista Ned Vizzini, quien murió el año 2013.
En enero de 2020, Syfy dio luz verde a Chucky, una continuación como serie de televisión de la franquicia Child's Play del creador Don Mancini, con Antosca como productor ejecutivo.
En noviembre de 2019, se anunció que Antosca sería acreditado como cocreador, escritor y productor ejecutivo junto a Lenore Zion en la serie limitada de drama de terror de Netflix, Brand New Cherry Flavor. La serie se estrenó el viernes 13 de agosto de 2021.
Antosca se desempeñará como showrunner, guionista y productor ejecutivo de A Friend of the Family para Peacock.

## Filmografía

### Cine
| Año  | Título     | Director | Productor | Guionista |
| ---- | ---------- | -------- | --------- | --------- |
| 2016 | The Forest |          |           | ✓         |
| 2021 | Antlers    |          |           | ✓         |

### Televisión
| Año       | Título                  | Director | Productor | Guionista | Nota                  |
| --------- | ----------------------- | -------- | --------- | --------- | --------------------- |
| 2012      | Teen Wolf               |          |           | ✓         | Junto a Ned Vizzini   |
| 2012      | Last Resort             |          |           | ✓         | Junto a Ned Vizzini   |
| 2014      | Believe                 |          |           | ✓         | Junto a Ned Vizzini   |
| 2015      | The Player              |          | ✓         | ✓         | Coproductor           |
| 2015      | Hannibal                |          | ✓         | ✓         | Coproductor           |
| 2016-2018 | Channel Zero            |          | ✓         | ✓         | Creador, showrunner   |
| 2019      | The Act                 |          | ✓         | ✓         | Cocreador, showrunner |
| 2021      | Brand New Cherry Flavor | ✓        | ✓         | ✓         | Cocreador, showrunner |
| 2021      | Chucky                  |          | ✓         |           |                       |
| 2022      | Candy                   |          | ✓         | ✓         |                       |
| TBA       | A Friend of the Family  |          | ✓         | ✓         | Creador, showrunner   |